# Драган Єлич
Дра́ган Є́лич (словен. Dragan Jelič, нар. 27 лютого 1986, Марибор) — словенський футболіст, нападник клубу «Мура 05».

## Клубна кар'єра
У дорослому футболі дебютував 2004 року виступами за команду клубу «Марибор», в якій провів два сезони, взявши участь у 57 матчах чемпіонату.  Більшість часу, проведеного у складі «Марибора», був основним гравцем атакувальної ланки команди.
Протягом 2006—2007 років захищав кольори команди турецького клубу «Чайкур Різеспор».
Своєю грою за останню команду знову привернув увагу представників тренерського штабу клубу «Марибор», до складу якого повернувся 2007 року. Перебував на контракті з клубом з Марибора наступні п'ять сезонів своєї ігрової кар'єри. За цей час виборов титул чемпіона Словенії.
У 2010 та 2011 роках грав на умовах оренди відповідно у складі російського клубу «Крила Рад» (Самара) та нідерландського «Віллем II».
До складу «Мура 05» приєднався 2012 року. Наразі встиг відіграти за команду з міста Мурска-Собота 22 матчі в національному чемпіонаті.

## Виступи за збірну
Протягом 2006–2007 років  залучався до складу молодіжної збірної Словенії. На молодіжному рівні зіграв у 3 офіційних матчах.

## Титули і досягнення
- Чемпіон Словенії (1):

«Марибор»:  2008-09
- Володар Кубка Словенії (1):

«Марибор»:  2009-10
- Володар Суперкубка Словенії (1):

«Марибор»:  2009